# Diospyros gaultheriifolia
Diospyros gaultheriifolia là một loài thực vật có hoa trong họ Thị. Loài này được Mart. ex Miq. mô tả khoa học đầu tiên năm 1856.